# Prosierola
Prosierola – rodzaj błonkówek z rodziny płaszczykowatych i podrodziny Bethylinae. Obejmuje 7 opisanych gatunków.

## Morfologia
Głowa jest zaopatrzona w dobrze rozwinięte oczy złożone oraz przyoczka. Czułki mają biczyki zbudowane z jedenastu członów. Aparat gębowy cechuje się krótkimi i grubymi żuwaczkami o czterech ostrych zębach wierzchołkowych, zbudowanymi z pięciu członów głaszczkami szczękowymi oraz trójczłonowymi głaszczkami wargowymi. Przedplecze ma tylny brzeg grzbietowej powierzchni pośrodku odgięty. Mezosoma bywa zaopatrzona w notaulusy lub nie. Pomiędzy tarczą śródplecza a tarczką występują koliste lub półkoliste dołki. Mezopleury są wydatne, kanciasto lub okrągławo wydęte. W użyłkowaniu skrzydła przedniej pary obecne są cztery komórki zamknięte: R, 1Cu, C, 1M. Kompleks metapektalno-propodealny odznacza się parą wyraźnych dołków na przedzie (autapomorfia rodzaju), brakiem pary dołków w częściach nasadowo-zewnętrznych oraz dobrze widoczną listewką metapostnotalną pozatułowia. Pomostek zaopatrzony jest w listewkę brzuszną. U obu płci na metasomie widocznych jest osiem tergitów i tyle samo sternitów. Genitalia samca charakteryzują się podwojonymi, całkowicie podzielonymi na ramiona grzbietowe i brzuszne paramerami.

## Ekologia i występowanie
Owady te są zewnętrznymi parazytoidami gąsienic motyli z rodzin Olethreutidae i omacnicowatych.
Przedstawiciele rodzaju rozmieszczeni są w krainach nearktycznej i neotropikalnej.

## Taksonomia
Takson ten wprowadzony został w 1905 roku przez Jean-Jacquesa Kieffera w publikacji współautorstwa Thomasa Ansella Marshalla. Według wyników analiz filogenetycznych Magna S. Ramosa i Celsa O. Azevedy z 2020 roku oraz  Diega N. Barbosy i Gabriela A.R. Melo z 2023 roku omawiany rodzaj zajmuje pozycję siostrzaną dla Odontepyris, tworząc z nim klad siostrzany dla Crassibethylus.
Do rodzaju tego zalicza się 7 opisanych gatunków:
- Prosierola cubana Evans, 1964
- Prosierola flavicoxis (Kieffer, 1904)
- Prosierola nasalis (Westwood, 1874)
- Prosierola obliqua Evans, 1964
- Prosierola rotunda Schiffer & Azevedo, 2002
- Prosierola rufescens Evans, 1964
- †Prosierola submersa Brues, 1933

W zapisie kopalnym rodzaj znany jest od dolnego oligocenu.